# دیوید روئل
داوید روئل (فرانسوی: David Ruelle‎؛ زاده ۲۰ اوت ۱۹۳۵) ریاضی‌دان و فیزیک‌دان اهل فرانسه است. او در سال ۱۹۸۶ برنده مدال بولتزمن شد.